# The Early Bird Gets
The Early Bird Gets ist ein Jazzalbum des Trios von Dave Rempis, Brandon Lopez und Ryan Packard. Die Aufnahmen entstanden am 2. März und 28. Juni 2018 in Chicago und erschienen 2019 auf dem Label Aerophonic Records.

## Hintergrund
Der Saxophonist Dave Rempis arbeitet in einer Reihe verschiedener Konstellationen (wie Rempis Percussion Quartet, Ballister, The Engines oder The Chicago Reed Quartet mit Ken Vandermark), in denen der Chicagoer Musiker eine Vielzahl von Kontexten gefunden habe, in denen er seine feurige improvisatorische Ästhetik erforschen kann, schrieb Peter Margasak. The Early Bird Gets war die erste Aufnahmesitzung seines Trios mit dem New Yorker Bassisten Brandon Lopez und dem Chicagoer Perkussionisten Ryan Packard. Nach den Aufnahmen tourte das Trio Rempis/Lopez/Packard im Frühjahr 2019 zum ersten Mal in den USA, mit Konzerten im Mittleren Westen, Süden und an der Ostküste.

## Titelliste
- Dave Rempis/Brandon Lopez/Ryan Packard: The Early Bird Gets (Aerophonic AR 021)[4]

1. Crypto Vo Lans 	5:55
2. Raho Navis 	9:42
3. Archae Opteryx 	6:01
4. Confucius Ornis 	6:51
5. Yan Ornis 	7:44
6. Neo Aves 	6:33
7. Gansus 	8:11

## Rezeption

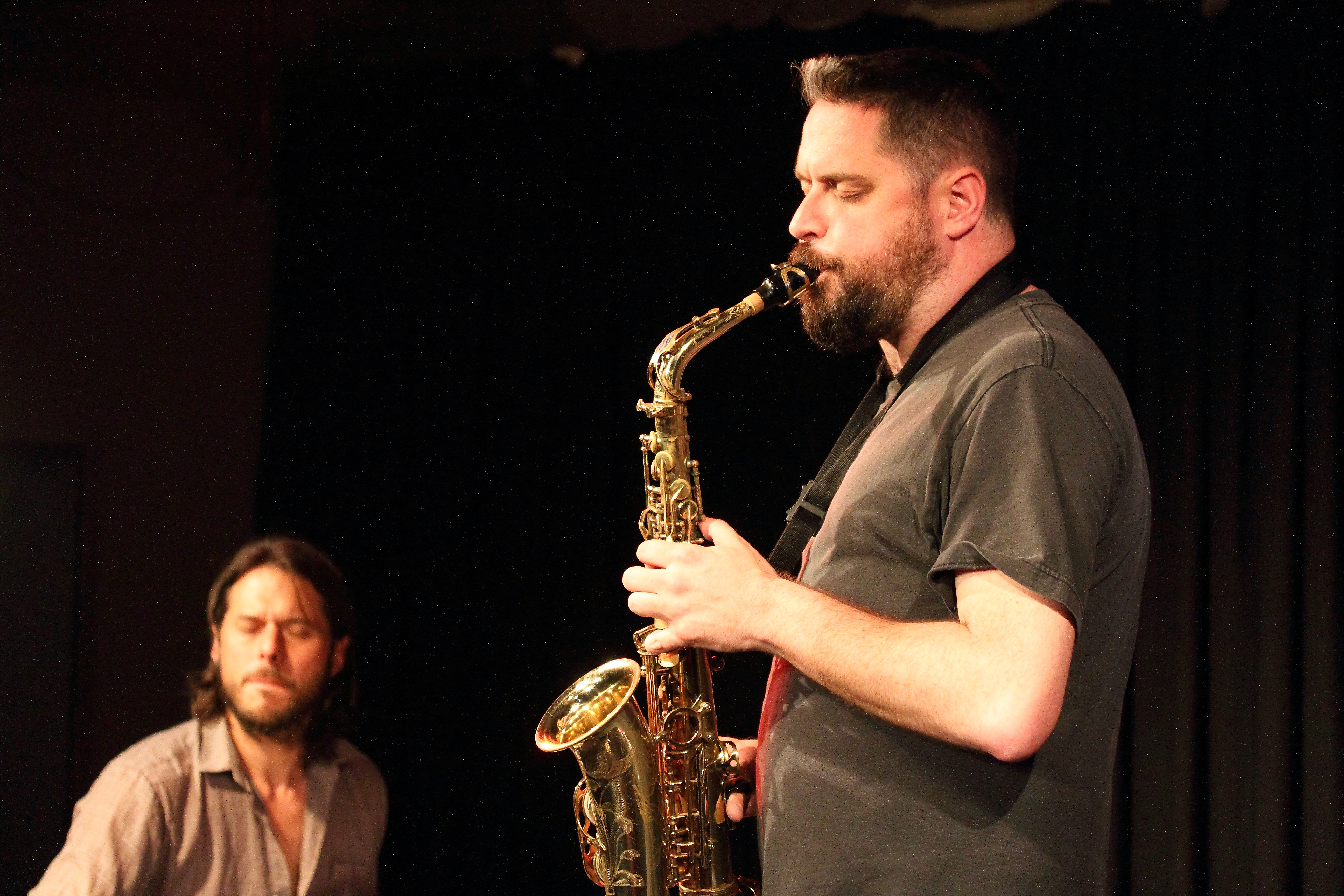
Dave Rempis mit Frank Rosaly (links) 2016 im club W71 in Weikersheim

Mark Corroto vergab an das Album in All About Jazz vier (von fünf) Sterne und meinte, bei allem Respekt müsste man dieses Trio eher Die Pyromanen nennen, da die drei Musiker den besessenen Wunsch haben, diese Musik in Brand zu setzen. Die freigesetzte Energie sei bereits bei dem ersten Stück beeindruckend; das Trio bewege sich „wie ein Lauffeuer durch die Musik. Geschwindigkeit ist ihr Gebot, und es wird gnadenlos ausgeführt, bis ihr Free Jazz einen Cent aufmacht. An anderer Stelle sei ihr Brand eher ein kontrollierter Brand“, schrieb Corroto, mit „Neo Aves“ und „Archaea Opteryx“, die Packards Elektronik enthalten. Dieser meditative Ansatz verzichte auf die energiebewusste Musik zugunsten klanglicher Möglichkeiten.
Auch Peter Margasak verlieh dsm Album vier Sterne und schrieb im Down Beat, häufig bevorzuge das Trio eine rhythmisch wilde Herangehensweise, die viel Raum für regen Austausch lasse.
Nach Ansicht von Ben Remsen (Dusted) gibt es eine Linie des aktuellen Chicago-Jazz, die Avantgardismus nicht als definitiv entgegengesetzt ansieht, um den Hörern die rhythmische Befriedigung des Mainstream Jazz zu geben. The Early Bird Gets folge dieser Linie mehr als jede andere Aufnahme, die von Dave Rempis, dem am besten dokumentierte Mitglied des Trios, aufgezeichnet ist. „Der Saxophonist hat zwei Jahrzehnte lang eine Karriere aufgebaut, in der er die feurigeren Ecken des Jazz erkundet hat, aber der Einfluss von Charlie Parker oder sogar Johnny Hodges war immer nur unter der leidenschaftlichen Oberfläche seines Spiels. Es sei eine Wohltat, frei improvisiertes Spielen auf höchstem Niveau zu hören, das keine Angst vor Swing hat“, resümiert der Autor, „als wäre das Wissen, dass jemand, der zuhört, wirklich mitschnippt, ein schlimmeres Schicksal als der Tod. Es ist auch schön, diese Band zu hören, wenn sie auf halber Strecke zwischen ‚Straight Swinging‘ und glühender Avantgarde liegt, wie in den letzten paar Minuten von ‚Yan Ornis‘“.
Bill Meyer notierte im Chicago Reader, dass die sieben Titel auf der großartigen Debüt-CD des Rempis/Lopez/Packard-Trios nach prähistorischen Vogeltieren benannt seien, und stellt in diesem Zusammenhang fest. Jedes Mal, wenn eine Jazzband Vögel zitiere, einem unweigerlich „Bird“ Charlie Parker in den Sinn komme. „Und obwohl niemand die Musik des Trios mit Bebop verwechseln wird, schwingt sie mehr, als man es angesichts der Hintergründe einiger Mitglieder erwarten würde. Lopez und Packard sind tief in der experimentellen und Neuen komponierten Musik verankert, und die Arbeitsweise des Trios war es, ohne feste Bezugspunkte zu improvisieren, so dass es überraschend war, als ihre Musik unleugbar swingende Rhythmen enthalte, so Bill Meyer.“